# Kuniva
Kuniva (nacido con el nombre de Von Carlisle, 10 de diciembre de 1976) es uno de los miembros del grupo hip hop de Detroit, D12. Ha aparecido en los dos trabajos del grupo, el Devil's Nighty el D12 World. También ha colaborado en álbumes de Eminem, pero no rapeando. Junto con otro miembro de D12, Kon Artis, forma Da Brigade, además de ser el cofundador de Runyon Ave. Records.

## Papel en D12
Kuniva es el rapero con estilo lento y discutible. Mientras que otros en el grupo tal como Eminem y o el fallecido Proof reciben mucha atención para sus estilos y personalidades únicas, Kuniva se pasa por alto con frecuencia o se confunde a menudo con Kon Artis. El grupo dio a conocer esto que menciona en algunas de las canciones como My Band. Así, demostrando que Kuniva no tiene mucho problema sobre el hecho de que él no ha alcanzado la fama de superestrella. Sin embargo, él no carece de la capacidad de sus compañeros. Lo conocen para tener líricas muy constantes, generalmente apareciendo en los versos del centro o del final de canciones. Con todo para poner hacia fuera una cinta a solas del álbum o de la mezcla, él parece ser uno de los miembros más dedicados al grupo.
- Datos: Q550127